# Przedsiębiorstwo Materiałów Podsadzkowych Przemysłu Węglowego
Die Przedsiębiorstwo Materiałów Podsadzkowych Przemysłu Węglowego (PMPPW; deutsch: Betrieb für Versatzmaterialien der Kohleindustrie) war die staatliche Sandbahn im oberschlesischen Steinkohlerevier zwischen 1951 und 1992.

## Geschichte
Die PMPPW wurde 1951 gegründet, um die verstaatlichten privaten, ehemals deutschen Sandbahn-Gesellschaften in eine gemeinsame Verwaltung zu überführen. Die neue Verwaltung übernahm von den privaten Sandbahnen das gesamte Streckennetz und den Fahrzeugbestand. 
Übernommene Sandbahnen:
- Sandbahngesellschaft des Grafen von Ballestrem (vorm. Sandbahngesellschaft der Gräfl. v. Ballestremsch'en und Borsig'schen Steinkohlenwerke)
- Sandbahn der Schaffgott'schen Werke
- Sandbahnen der Preußischen Hütten- und Bergwerks AG

Betriebsmittelpunkt der Sandbahn war wie in früherer deutscher Zeit das Bahnbetriebswerk in Pyskowice (Peiskretscham). In Przechlębie befand sich eine weitere Werkstatt.
In den 1990ern wurde die PMPPW von der PCC SE übernommen. Diese gründete 2007 zusammen mit der Railion die East West Railways, 2009 wurde die Transportsparte der PCC von der DB AG ganz übernommen und in DB Schenker Rail Polska umfirmiert. 

## Lokomotiven

### Ehemals deutsche Sandbahnlokomotiven

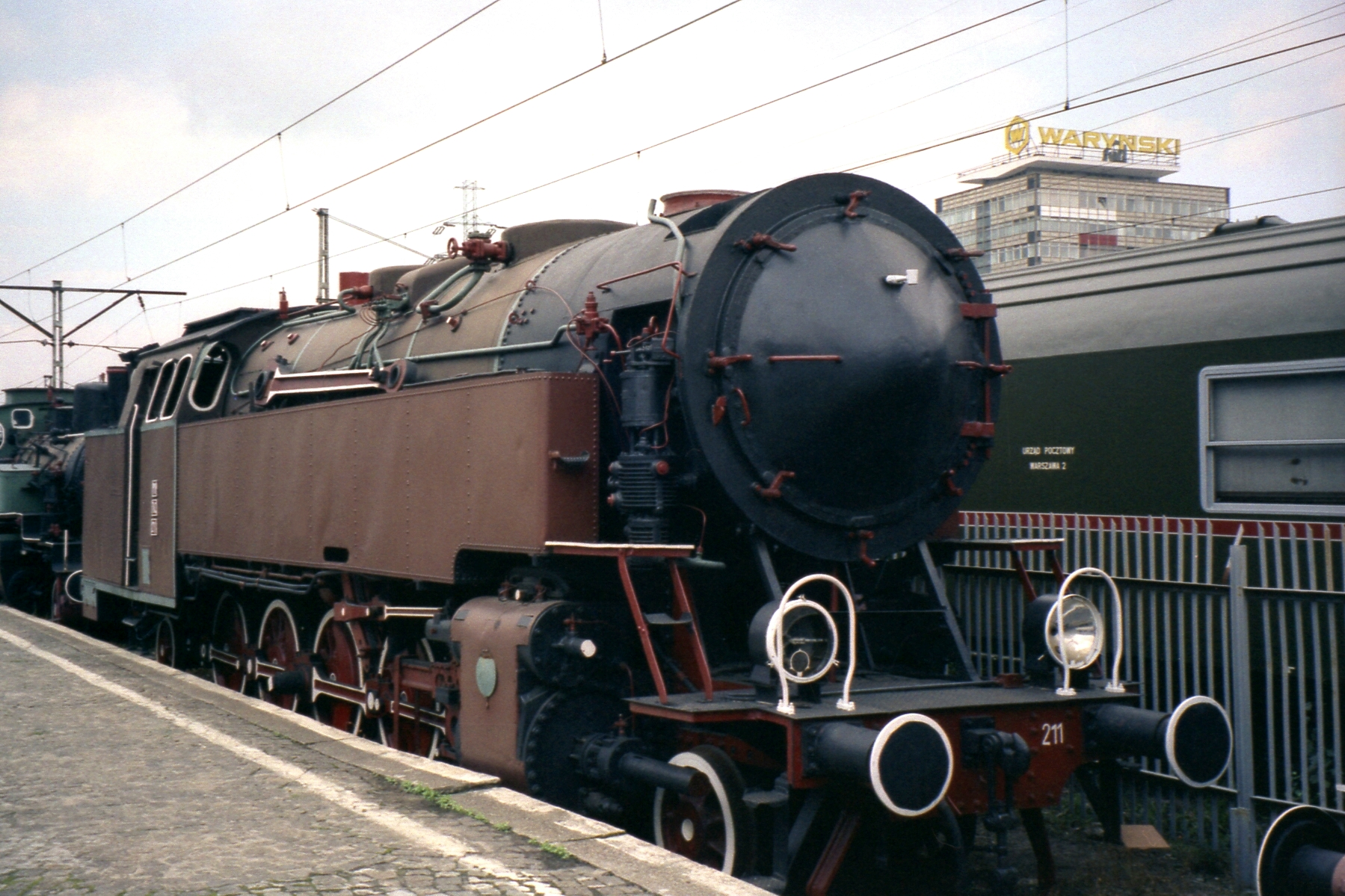
TKz 211 im Eisenbahnmuseum Warschau

- TKy 201 bis 203
- TKz 206
- TKz 207
- TKz 208 bis 211
- TKz 224
- TKz 226

### Von den PKP übernommene oder selbst beschaffte Lokomotiven
Dampflokomotiven
- Tp4 (ehem. preuß. G 8.1)
- TKp1 (ehem. preuß. T 13)
- TKt1 (ehem. preuß. T 14)
- Ty23
- Ty43
- Ty45
- Ty51
- Ty2

Diesellokomotiven
- SM30
- CFR-Baureihe 060 DA
- ST44
- TEM2

Elektrolokomotiven
- PKP-Baureihe ET21